# Eigelsberg (Oberviechtach)
Eigelsberg ist ein Ortsteil der Stadt Oberviechtach im Oberpfälzer Landkreis Schwandorf in Bayern.

## Geographische Lage
Eigelsberg liegt 500 m südlich der Ostmarkstraße ungefähr 1 km südlich von Oberviechtach auf dem Südrand des Oberviechtacher Granitbeckens. an der Staatsstraße 2398, die von Oberviechtach über Dieterskirchen nach Neunburg vorm Wald führt.

## Geschichte

### Besiedlung
Obwohl es in der Gegend um Eigelsberg keine Gräberfunde gibt, haben sich hier schon vor langer Zeit Menschen aufgehalten. Zahlreiche Funde von Flintsteinresten sind dafür ein Beleg, die zwischen Eigelsberg und Johannisberg und bei Niesaß gefunden wurden. Das Städtische Museum Regensburg datierte die Fundstücke, die als Werkzeuge zum Schneiden und als Pfeilspitzen Verwendung fanden, auf die Mittelsteinzeit (8000 – 4000 v. Chr.). Flintstein kommt in der Gegend um Eigelsberg nicht vor. Das Material findet sich im Naabtal und im Raum Bodenwöhr.

### Name
Im Altlandkreis Oberviechtach finden sich einige Orte mit der Endung –berg, wie Fuchsberg, Schneeberg, Altenschneeberg, Enzelsberg, Burkhardsberg, Johannisberg und Eigelsberg. Manche –berg-Orte leiten sich vom Namen einer in der Nähe befindlichen Burg ab. „Ergersperge“, also Eigelsberg, wird nachweislich 1285 genannt. Der Ortsname leitet sich vom althochdeutschen aragartin (= pflügbarer Ackerboden), bzw. dem mittelhochdeutschen Wort ergerda (= Feldgrasland) ab und bedeutet „Feldgrasland auf dem Berg“.

### Erste Nennung
1285 findet sich der Name „Ergersperge“ in einem Verzeichnis, das die Besitzungen Herzog Ludwigs II. von Oberbayern jenseits der Donau auflistet. Als abgabepflichtige Orte finden sich hier neben „Vihtach“ (Oberviechtach), „Nvettzenrivt“ (Nunzenried), „Chvnratzrivt“ (Konatsried) und weiteren Orten auch „Ergersperge“ (Eigelsberg).

### Hofmark Eigelsberg
In den Herzogsurbaren aus den Jahren 1285 und 1326 wurde Eigelsberg genannt. Im Jahre 1417 gab Niklas der Paulsdorfer sein Landsassengut Eigelsberg „hoff vnd ödt genandt Ergersperg“ an Wirchart und Birghart von Obermurach weiter. In der Folgezeit, in der von einer Öde „zum Eyglsperg“ in den Schriftstücken berichtet wird, erscheinen folgende Besitzer: Sebastian Bruckner, Nikolaus Herolt, Berthelmes Fischer (1503), Sebastian Teichler (1540). Um das Jahr 1570 errichtet Georg Pülnhofer einen Hof auf Eigelsberg. Als Nachfolger sind belegt: Philipp Pülnhofer (1589), Sebald Stenzing (der Ältere), Sebald Stenzing (der Jüngere). Nachdem Eigelsberg öd, also unbewohnt war und sich in den Händen bürgerlicher Personen befunden hatte, setzte Sebald Stenzing bei den Behörden durch, dass Eigelsberg Landsassengut wurde. 1618 kaufte Friedrich von Lentersheim den Besitz, der 1622 an Georg von Rußdorf weiterverkauft wurde. Die Witwe Elisabeth von Rußdorf folgte um 1625 nach. Unter den Auswirkungen verschiedener politischer Ereignisse (Dreißigjähriger Krieg 1618–1648) und religiöser Umbrüche, eingeleitet durch die Reformation, war die Besitzerin zur Emigration gezwungen, da sie ihren Glauben nicht wechseln wollte. Durch Verkauf gelangte das Gut Eigelsberg an Ludwig Kolb von Raindorf, dem 1624 Ludwig Laminger von Albernreuth folgte. Christoph Andre von Leoprechting ist im Jahre 1668 erwähnt, 1678 sitzt Hanns Albrecht Singer auf Eigelsberg. Ihm folgten die Fernberger. Das Gut Eigelsberg wurde im Jahre 1694 erweitert. Durch Zukauf von Untertanen aus Dürnersdorf, Murglhof und Oberkonhof konnte es vergrößert werden. Johann Zacharias Fernberger ist 1710 auf Eigelsberg belegt, dem 1726 Georg Niklas von Fernberg folgt. Im Jahre 1728 ist Franz Gaston Paris genannt. Dessen Witwe Helena Maria Eleonora von Paris verkaufte Eigelsberg 1750 an Maria Anna Magdalena von Fernberg, von der es 1782 auf Maria Cordula von Fernberg überging. Diese schloss im Jahre 1785 mit Jakob Vermund von Geyer den Bund der Ehe. 1797 kam es zum Verkauf von Eigelsberg an Anton von Sauer.

## Patrimonialgericht
Die Gerichtsrechte in den Hofmarken lagen bei den Adeligen, die in ihrem Lehensgebiet die niedere Gerichtsbarkeit ausübten. Ein Erlass vom 16. August 1812 ordnete das Gerichtsrecht neu. Je nach Gebietsgröße gab es hier verschiedene Gerichtsklassen, auf der unteren Ebene so genannte Patrimonialgerichte. Dabei „durfte kein Untertan mehr als vier Stunden vom Gerichtssitz entfernt wohnen.“ Im Jahre 1848 kam es zur Aufhebung aller Patrimonialgerichte.

### Patrimonialgericht Eigelsberg
Ein Verzeichnis der Patrimonialgerichte des Pflegamts Murach aus dem Jahre 1809 listet neben anderen auf:
Eigelsberg
Inhaber: Jakob von Geyer
17 Familien in Eigelsberg

## Gemeindebildung
Das Königreich Bayern wurde 1808 in 15 Kreise eingeteilt. Diese Kreise nannte man nach französischem Vorbild nach Flüssen (Naabkreis, Regenkreis, Unterdonaukreis usw.). Die Kreise gliederten sich in Landgerichtsbezirke. Die Bezirke wiederum wurden in einzelne Gemeindegebiete eingeteilt. Eigelsberg war eine Gemeinde mit 20 Familien, wobei die gesetzlich vorgeschriebene Familienzahl von 20 sehr knapp erreicht wurde. 1946 erfolgte die Eingemeindung von Eigelsberg nach Oberviechtach.

## Pfarrsprengel
Zum Stichtag 23. März 1913 (Osterfest) wurde Eigelsberg als Teil der Pfarrei Oberviechtach mit 26 Häusern und 139 Einwohnern aufgeführt.
Am 31. Dezember 1990 hatte Eigelsberg 129 Einwohner und gehörte zur Pfarrei Oberviechtach.

## Bildergalerie

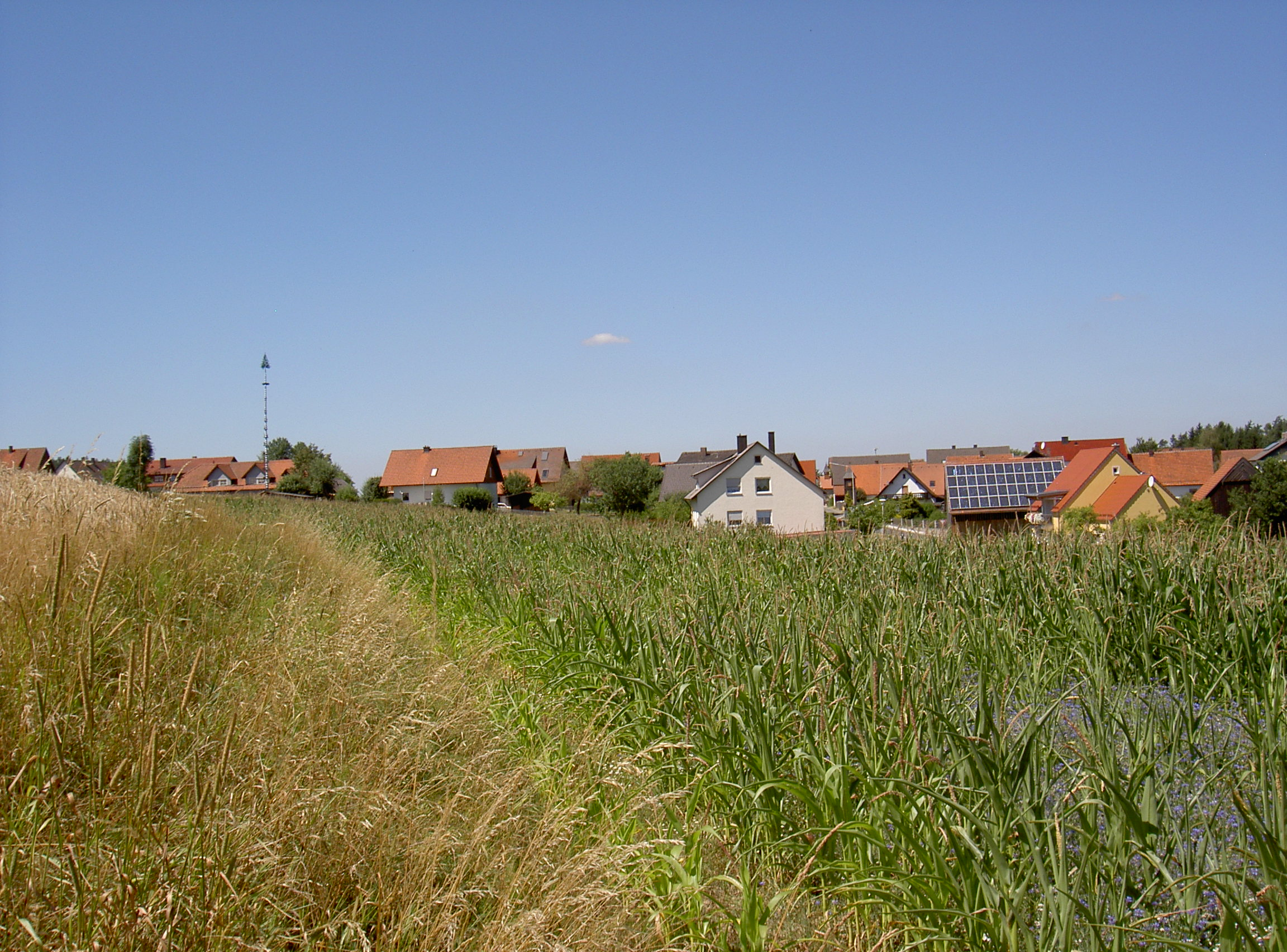
Eigelsberg
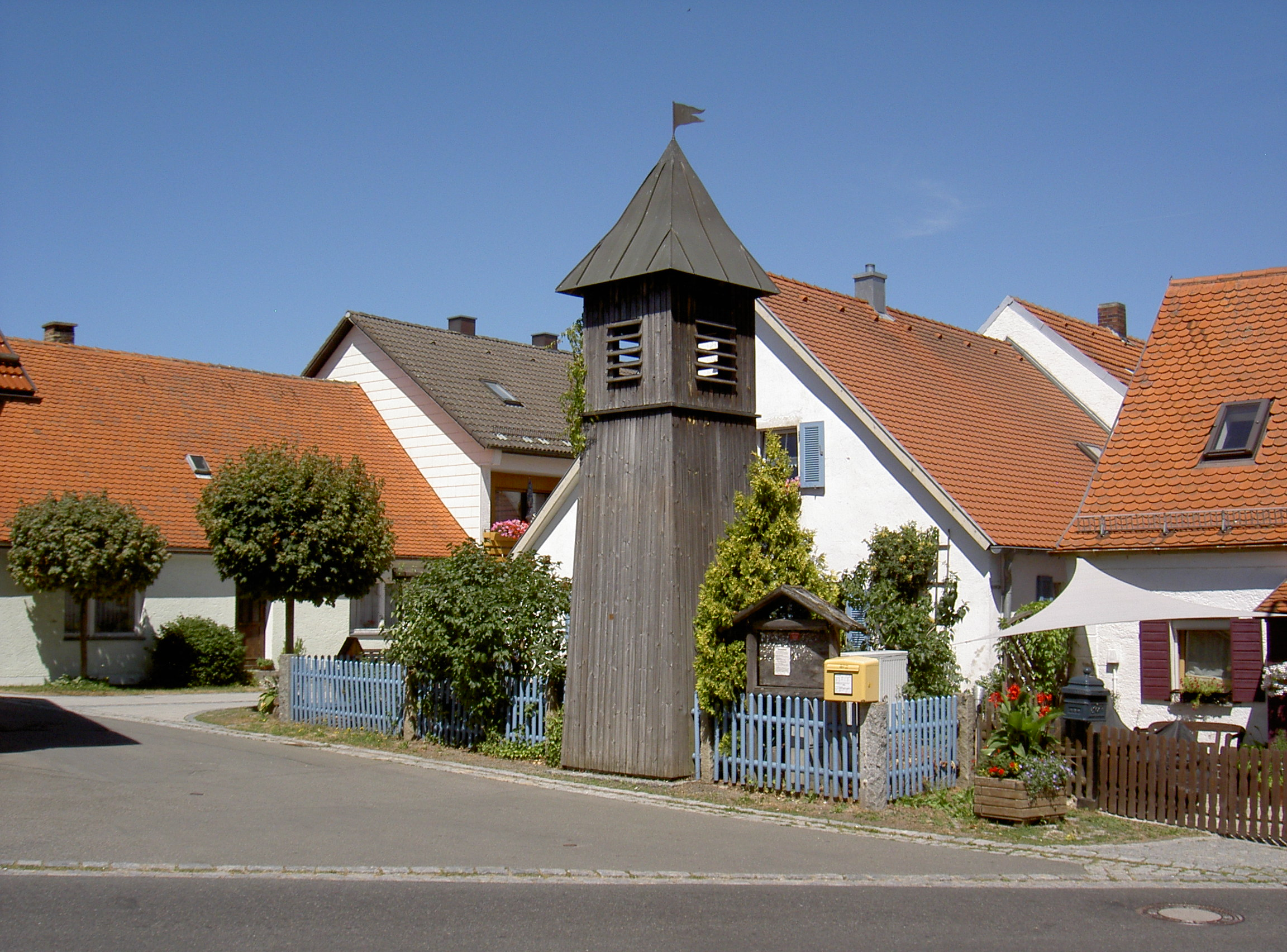
Eigelsberg hölzerner Glockenturm
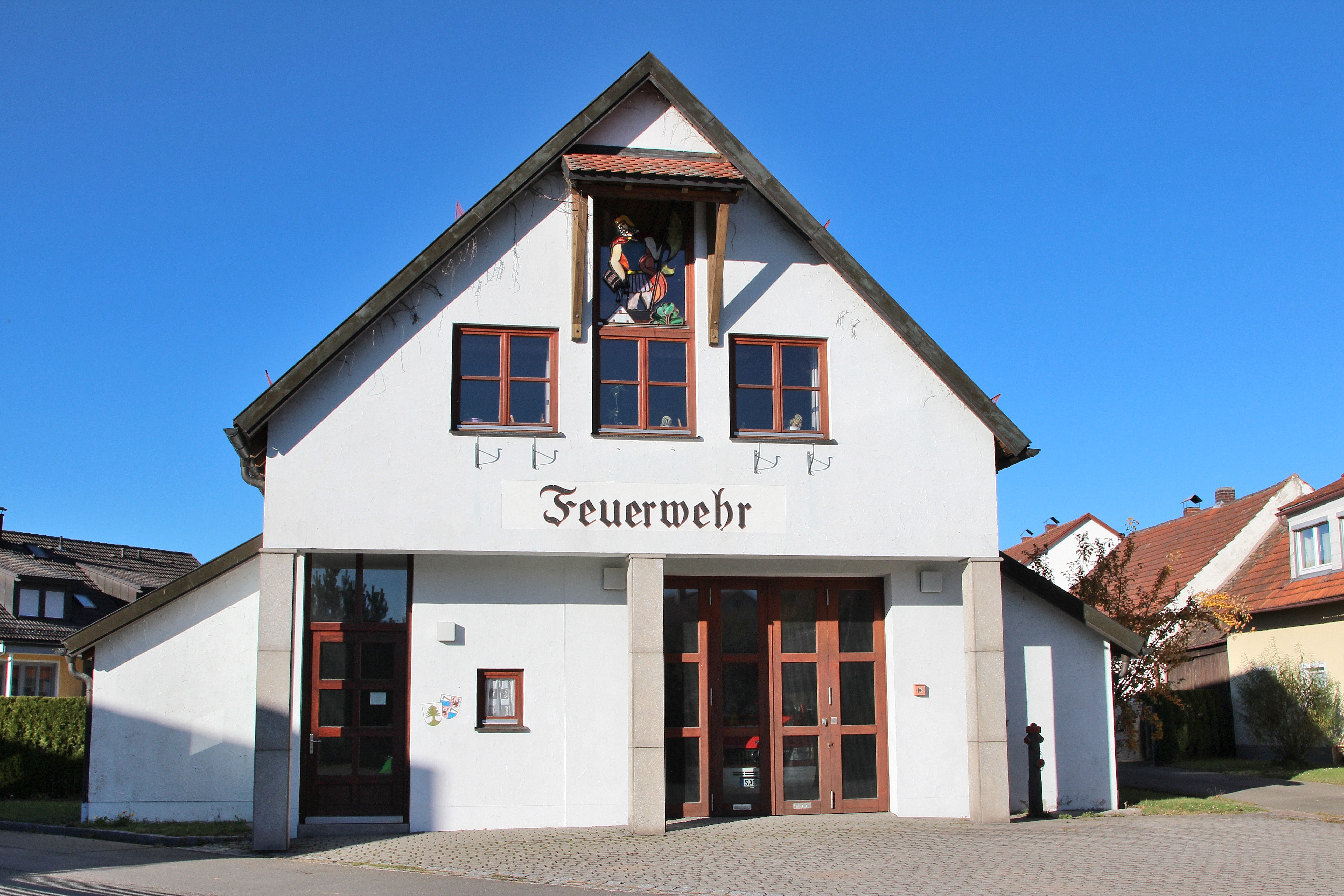
Feuerwehrhaus (2017)
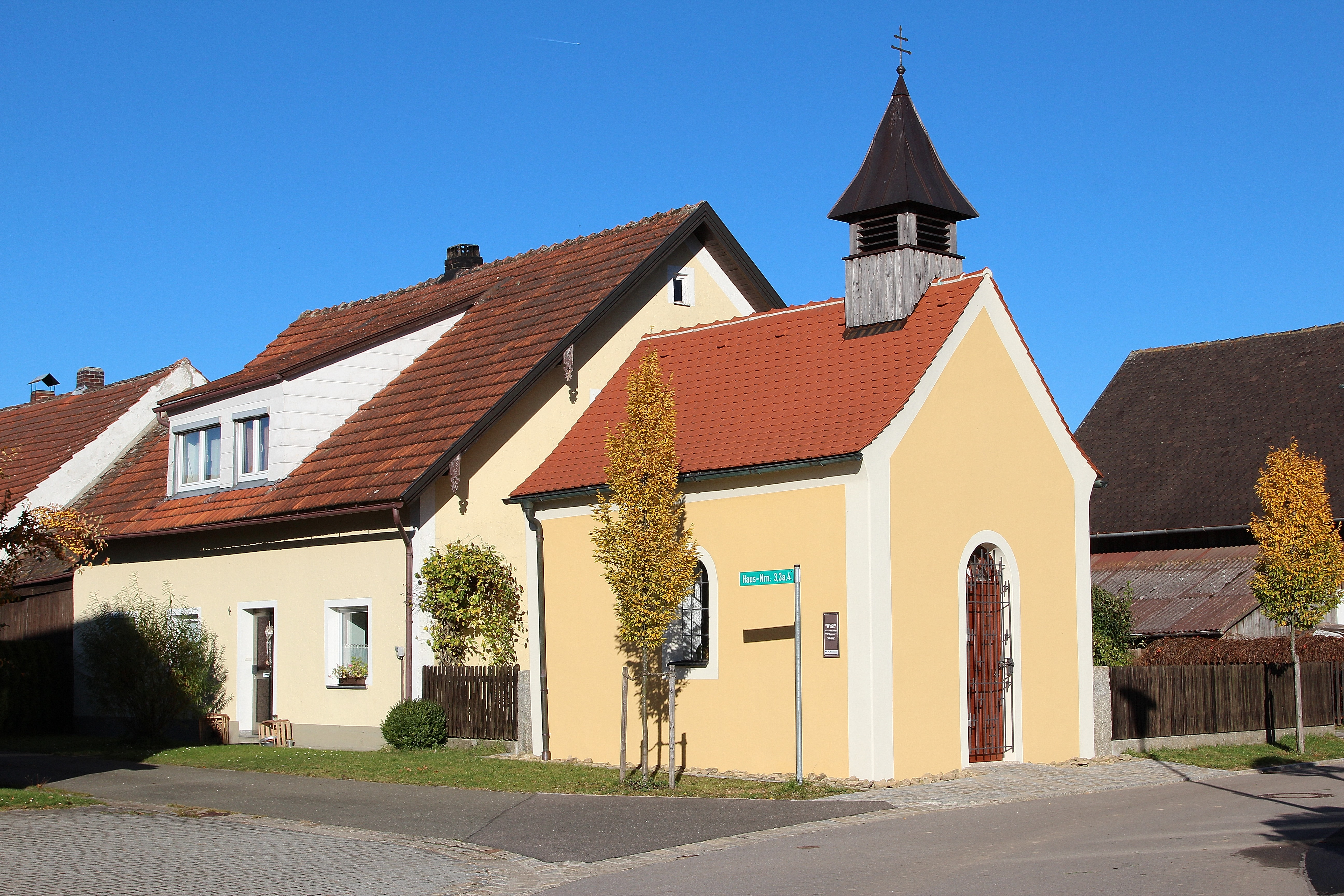
Denkmalgeschützte Dorfkapelle (2017)